# Norrby, Örebro

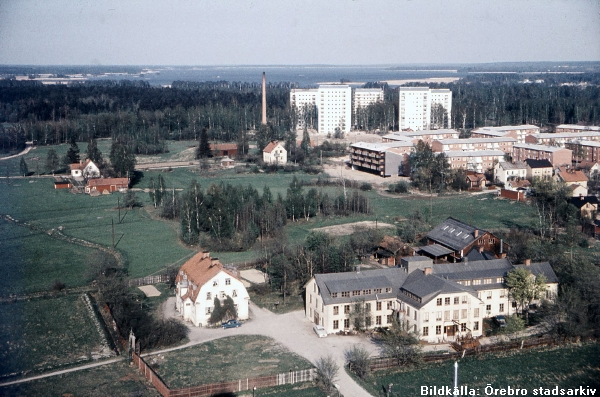
I förgrunden ses fastigheten Karlberg, tidigare kakel- och lerfabrik. Bakom denna ses Norrby där höghusen vid Majorsgatan ingår. Hjälmaren ses i fjärran.

Norrby är ett bostadsområde i norra Örebro. Till området brukar också Pettersberg räknas. Området gränsar till Norrcity, Ringstorp och Rynningeåsen. Före 1937 tillhörde området Längbro landskommun.
Norrby och Pettersberg består till största delen av flerfamiljshus ägda av Örebrobostäder. Området bebyggdes under åren 1954–1964. Arkitekter var H. Hermansson, T. Hultman och Åke Wahlberg. Från början fanns 850 lägenheter i området, men idag har dessa utökats till cirka 2400.
I Norrby ligger Norrbyskolan (F-6) och äldreboendet Norrbyhemmet. Mitt i området ligger Pettersbergs idrottsplats och österut återfinns naturområdet Venaskogen med ett preparerat motionsspår.

### Webbkällor
- ÖrebroBostäder